# Mother (Veil of Maya)
Mother (stilizzato [m]other) è il settimo album in studio del gruppo musicale statunitense Veil of Maya, pubblicato nel 2023.

## Tracce
1. Tokyo Chainsaw – 2:57
2. Artificial Dose – 3:25
3. Godhead – 3:12
4. [re]connect – 4:02
5. Red Fur – 3:31
6. Disco Kill Party – 3:09
7. Mother, Pt. 4 – 5:12
8. Synthwave Vegan – 2:45
9. Lost Creator – 3:24
10. Death Runner – 3:36

## Formazione
- Lukas Magyar – voce
- Marc Okubo – chitarra, programmazione
- Sammy Applebaum – batteria
- Danny Hauser – basso